# 2006 في المكسيك
فيما يلي قوائم الأحداث التي وقعت خلال عام 2006 في المكسيك.

## سياسة

### تعيين في المنصب
- 1 ديسمبر – فيليبي كالديرون رئيس المكسيك.

### انتهاء فترة المنصب
- 30 نوفمبر – فيسينتي فوكس رئيس المكسيك.

## أفلام
من الأفلام التي صدرت هذه السنة في المكسيك:
- 23 مايو – بابل من إخراج أليخاندرو غونزاليز إيناريتو.
- 27 مايو – متاهة بان من إخراج جييرمو ديل تورو.

## برامج ومسلسلات وأنمي
- بيريجرينا

## موسيقى

### ألبومات
من الألبومات التي صدرت هذه السنة في المكسيك:
- 16 سبتمبر – أناندا من غناء باولينا روبيو.

## وفيات

### مارس
- 29 مارس – سلبادور إليثوندو (مواليد 1932) كاتب مكسيكي.

### نوفمبر
- 6 نوفمبر – فيديريكو لوبيز (مواليد 1962) لاعب كرة سلة بورتوريكي.